# Bakki flygplats
Bakki flygplats är en flygplats i republiken Island.   Den ligger i regionen Suðurland, i den sydvästra delen av landet, 110 km sydost om huvudstaden Reykjavik. Bakki flygplats ligger 3 meter över havet.